# Herman Rapp
Herman Rapp (Stuttgart, 1907 – ismeretlen) német születésű, amerikai válogatott labdarúgó.